# تفاحينة
التُّفَّاحِينَة (الاسم العلمي: Malinae) هي عمارة من النباتات تتبع القبيلة التفاحاوية من أسرة اللوزاوات من الفصيلة الوردية من رتبة الورديات.